# R-7 (missile)

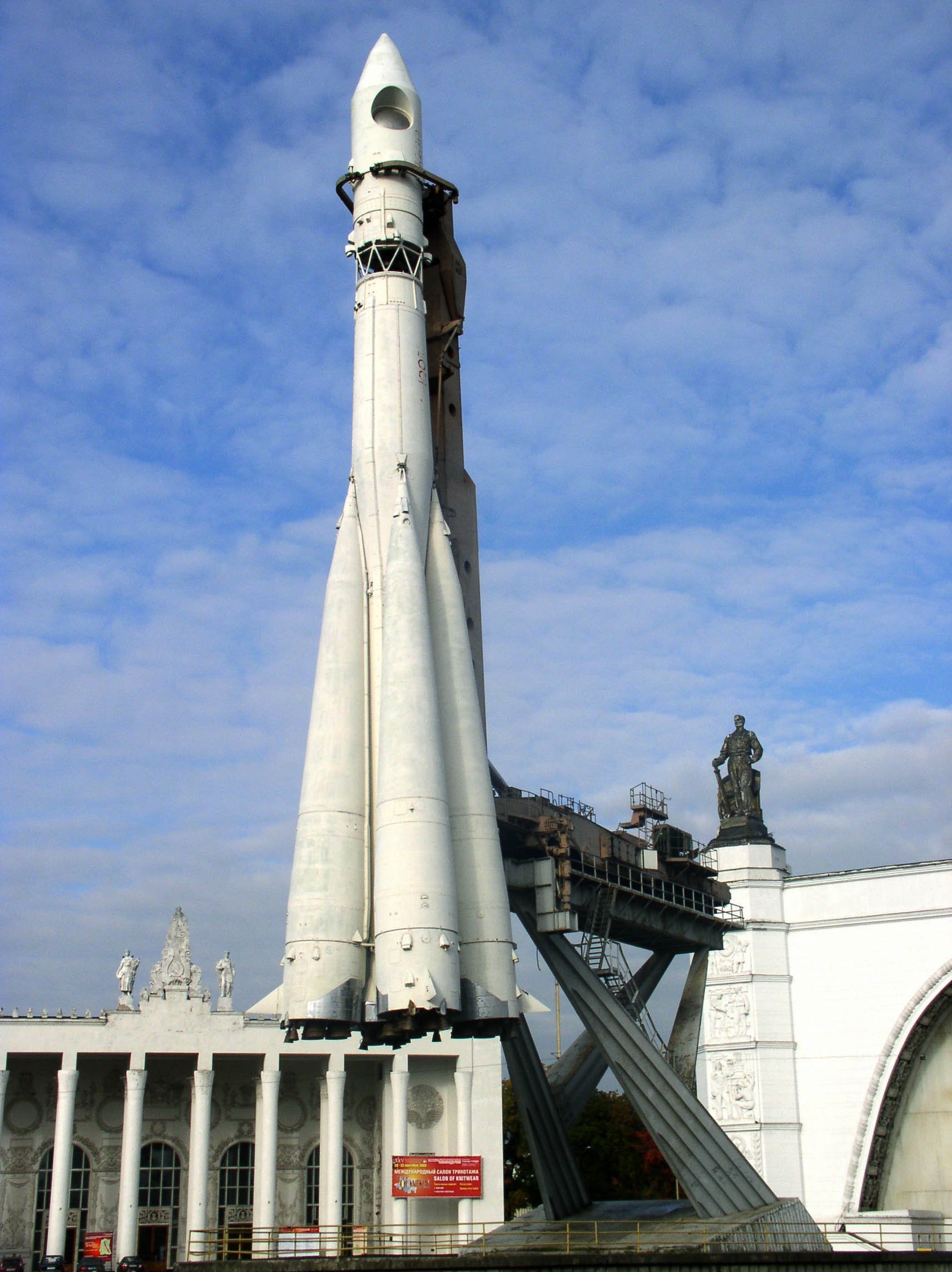
Il razzo R-7 davanti al padiglione "Kosmos" della VDNCh.

Il razzo vettore  R-7 "Semërka" è stato il primo missile balistico intercontinentale della storia e fu progettato dall'Unione Sovietica. Aveva un'altezza di 34 metri (3 di diametro) e un peso di 280 tonnellate. Una versione modificata di questo missile, capace di portare in orbita 500 kg, collocò in orbita il 4 ottobre 1957 il primo satellite artificiale creato dall'uomo, lo Sputnik 1. Successivamente mise in orbita anche lo Sputnik 2 con a bordo la cagnetta Kudrjavka, meglio conosciuta come Laika.
Il nome in codice NATO è SS-6 Sapwood. È un razzo a due stadi, i cui motori utilizzano ossigeno e kerosene. Ha una portata di circa 8800 km con una precisione di 5000 m.
La fase di progettazione è iniziata all'OKB-1 di Kaliningrad dopo la richiesta nel 1953 di un missile di 170 tonnellate, raggio d'azione di 8000 km e capacità di trasportare 300 kg di testate. I primi test al suolo partirono alla fine del 1953, ma l'approvazione del progetto finale arrivò dopo il maggio 1954. Il primo vero test del missile avvenne il 15 maggio 1957 al cosmodromo di Bajkonur. Il razzo si schiantò a 400 km dal luogo del lancio per un guasto. In seguito ci fu un'altra prova infruttuosa, e il primo volo a lungo raggio riuscito portò la data del 21 agosto dello stesso anno. Poco dopo, iniziò la rincorsa allo spazio con il lancio dello Sputnik.
A seguito di queste prime prove, furono fatte determinanti modifiche, ed i test di voli non furono completati fino al dicembre del 1959. Questo sviluppo portò al concepimento dell'8K74 che rispetto all'8K71 era più leggero, aveva i sistemi di navigazione migliori, i motori più potenti e più combustibile che estendeva il raggio d'azione fino a 12 000 chilometri ed il carico utile fino 5 370 chilogrammi.
La prima unità di questo missile strategico è diventata operativa il 9 febbraio 1959 a Pleseck, nella RSFS Russa nord-occidentale. Il 15 dicembre 1959 fu testata per la prima volta. Tuttavia, i missili R-7 furono considerati un fallimento come razzo bellico. Soltanto sei rampe di lancio divennero operative, quattro a Pleseck e due a Bajkonur nella RSS Kazaka (attuale Kazakistan). Il costo del progetto fu elevatissimo, poiché richiedeva che i missili venissero costruiti in luoghi remoti, e lanciati da rampe molto grandi e costose. Il programma arrivò a richiedere il 5% di tutto il budget della Difesa sovietica. Tuttavia, questi costi enormi non erano rari negli sviluppi dei missili della prima generazione e anche gli Stati Uniti ebbero gli stessi problemi.
Oltre al costo, il missile ha avuto altri problemi operativi. Gli enormi complessi di lancio dell'R-7 non avrebbero potuto essere nascosti al sorvolo degli aerei spia U-2, e in caso di guerra nucleare sarebbero stati distrutti facilmente. Inoltre, all'enorme Semërka occorrevano quasi venti ore per prepararsi ad essere lanciato e in caso di allarme imminente non sarebbe stato molto utile. Così, il fallimento dell'R-7 ha spinto l'Unione Sovietica a velocizzare lo sviluppo dei missili di seconda generazione che sarebbero stati utilizzati come armi belliche. Le varianti 8K71 e 8K74 sono state prodotte rispettivamente come R-7 ed R-7a. Lo sviluppo dei Semërka si completò nel 1962 e uscirono di produzione nel 1968.  Ma ancora oggi è utilizzato per la ricerca spaziale, dove è stato ulteriormente sviluppato in razzo Vostok, Voschod e successivamente nel lanciatore Sojuz, che lancia le Sojuz.